# 자음

자음(子音, 영어: consonant) 또는 닿소리는 성문을 벗어나 조음된 소리가 목, 입, 혀 따위의 발음 기관에 의하여 방해를 받으면서 나는 소리이다. 모음과 대비되는 개념이다.

## 자음의 기술 방법: 조음 음성학
조음 음성학에서는 자음을 기술하기 위하여 모음의 경우와 마찬가지로 먼저 자음 음소 목록과 각 자음 음소의 변이음 목록을 작성한다. 그리고 다음과 같은 특성을 관찰하여 기술한다.
- 어떻게 발동되는가? - 폐소리, 목소리, 입안소리
- 기류는 어떻게 생성되는가? - 날숨 소리, 들숨 소리
- 성대가 진동하는가? - 유성음, 무성음
- 성대의 불완전한 진동이나 개방이 수반되는가? - 속삭임 소리, 짜내기 소리, 유성 속삭임 소리, 유성 짜내기 소리, 유성 날숨 소리
- 비강이 닫히는가? - 구강음, 비강음 (혹 비음)
- 막음, 좁힘 등이 어떻게 수반되는가? - 파열음, 파찰음, 마찰음, 비음, 유음, 반모음
- 성문의 막음이나 좁힘이 수반되는가? - 성문 파열음, 성문 마찰음
- 막음, 좁힘이 어디에서 형성되는가? - 양순음, 치음, 치조음, 경구개음, 연구개음, 성문음
- 막음, 좁힘을 일으키는 조음 기관은?
- 조음 기관의 긴장을 수반하는가? - 경음, 연음
- 기식을 수반하는가? - 유기음, 무기음

위와 같은 특성 중 한국어 또는 우리에게 널리 알려진 외국어들의 자음을 기술하는 데 사용되는 일반적이고 기본적인 기준은 다음과 같다. 조음 방법과 조음 위치가 가장 기본적인 분류 기준이 된다. 그리고 여기에 기식, 긴장, 성대 진동이 수반되는지에 따라 세부적인 구분이 이루어지게 된다.
- 조음 방법: 파열음, 파찰음, 마찰음, 비음, 유음, 반모음
- 조음 위치: 양순음, 치음, 치조음, 경구개음, 연구개음, 성문음
- 기식 유무: 유기음, 무기음
- 긴장 유무: 경음, 연음
- 성대 울림: 유성음, 무성음

## 문자로서의 자음
문자로서의 자음은 또한 자음 소리를 내는 알파벳이나 한글의 글자를 뜻하기도 한다.

### 영어
B, C, D, F, G, H, J, K, L, M, N, P, Q, R, S, T, V, X, Z이며, 가끔 W, Y도 포함한다.
- Y가 "yoke"와 같이 자음을 나타내는 문자일 때는 자음 [j]이며, "myth"와 같이 모음을 나타낼 때는 모음 [ɪ]이다. 예를 들면, W는 "crwth" "cwm"와 같이 드물게 나타나는 단어(대부분 웨일스어에서 빌려온 것들)를 제외하고는 대부분 항상 자음이다.

### 한글
- 닿소리: ㄱ, ㄴ, ㄷ, ㄹ, ㅁ, ㅂ, ㅅ, ㅇ, ㅈ, ㅊ, ㅋ, ㅌ, ㅍ, ㅎ
- 겹닿소리: ㄲ, ㄸ, ㅃ, ㅆ, ㅉ
- 겹받침: ㄲ, ㅆ, ㄳ, ㄵ, ㄶ, ㄺ, ㄻ, ㄼ, ㄽ, ㄾ, ㄿ, ㅀ, ㅄ
- 사라진 닿소리: ㅸ, ㅿ, ㆁ

## 같이 보기
- 모음

## 참고 문헌
- 이호영, 1996, 국어음성학, 태학사, 67-68쪽.
- 시대가 흐르는 국어의 역사
- 음성기관(organ of speech)[깨진 링크(과거 내용 찾기)]